# Чиндяново
Чиндяново (эрз. Кенде) — село в Дубёнском районе Мордовии. Административный центр Чиндяновского сельского поселения.
Законом от 19 мая 2020 года № 28-З, в июне 2020 года Чиндяновское сельское поселение и одноимённый ему сельсовет упраздняются, а входящее в их состав село Чиндяново включается в Поводимовское сельское поселение и одноимённый ему сельсовет.

## География
Расположено на речке Канцяклей, в 10 км от районного центра и 27 км от железнодорожной станции Атяшево.

## Название
Название-антропоним: от дохристианского мордовского имени Чиндян (Чиндяс).

## История
Основано в начале XVII века, о чём упоминается в «Книге письма и дозору Ивана Усова да Ильи Дубровского 1614 году», как Чиндянова на речке на Корцеталее, Верхосурского стана.
При создании в 1780 году Симбирского наместничества деревня Чиндянова, дворцовой мордвы, вошло в Алатырский уезд.
В 1796 году — в Симбирской губернии.
В «Списке населённых мест Симбирской губернии» (1859) Чиндяново — деревня удельная из 118 дворов Алатырского уезда.
В 1930 году был организован колхоз «Свобода», с 1970 года — «Победа», с 1997 года — СХПК.

## Инфраструктура
Основная школа, библиотека, Дом культуры, медпункт, отделение связи, спортзал, стадион.

## Население
На 2001 год население составляло 636 человек.
| 2002 | 2010 | 2012 | 2013 | 2014 | 2015 | 2016 |
| ---- | ---- | ---- | ---- | ---- | ---- | ---- |
| 626  | ↘529 | ↘501 | ↘484 | ↘470 | ↘454 | ↘439 |
| 2017 | 2018 | 2019 | 2020 |      |      |      |
| ↘412 | ↘391 | ↘386 | ↘368 |      |      |      |

## Достопримечательности
- Памятник воинам, погибшим в годы Великой Отечественной войны.
- Городище и селище именьковской культуры расположены возле Чиндяново.

## Известные жители
- А. В. Арапов — эрзянский поэт.
- А. С. Щеглов — эрзянский писатель.

## Фотогалерея

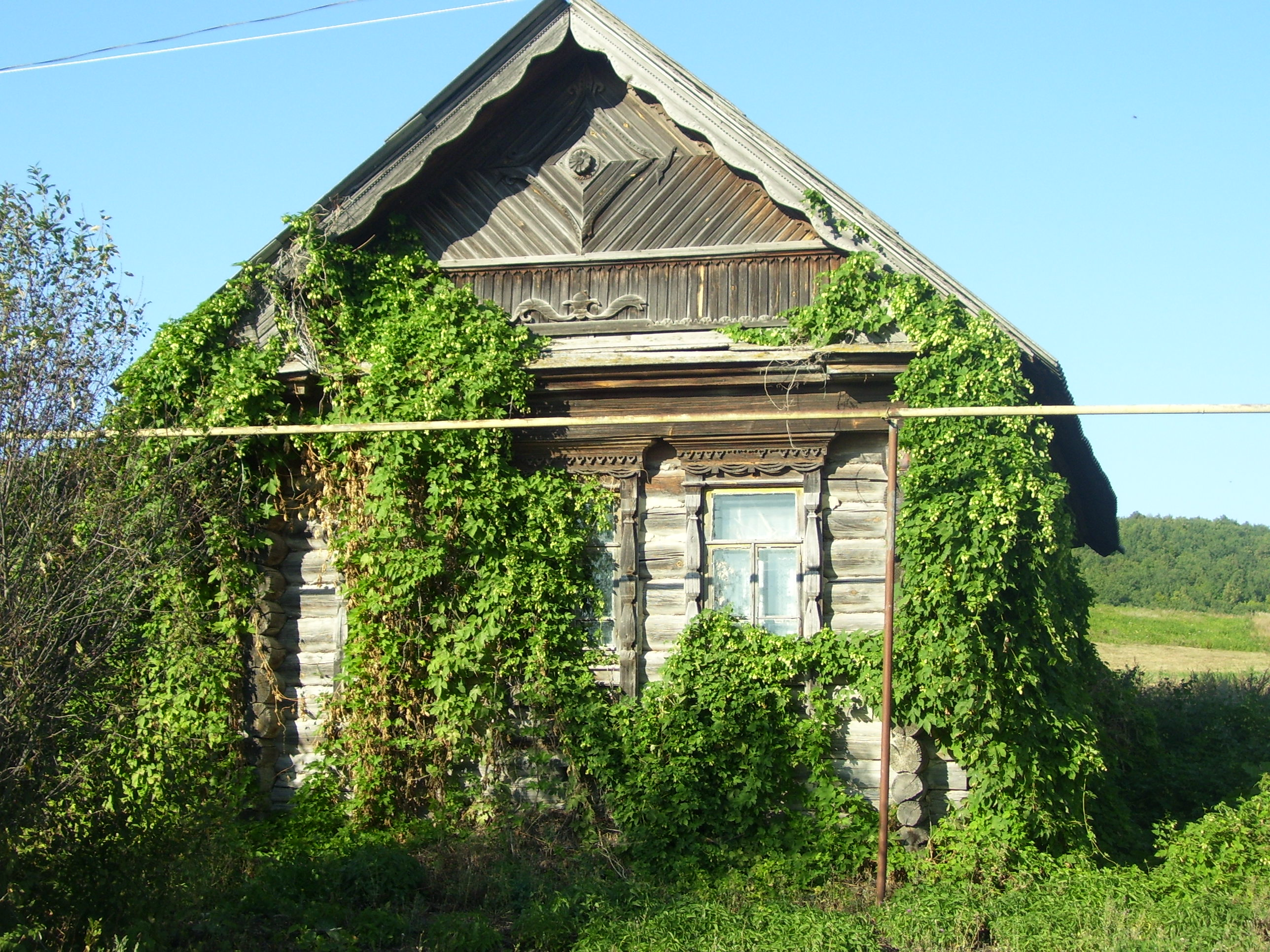
Старые дома в селе Чиндяново
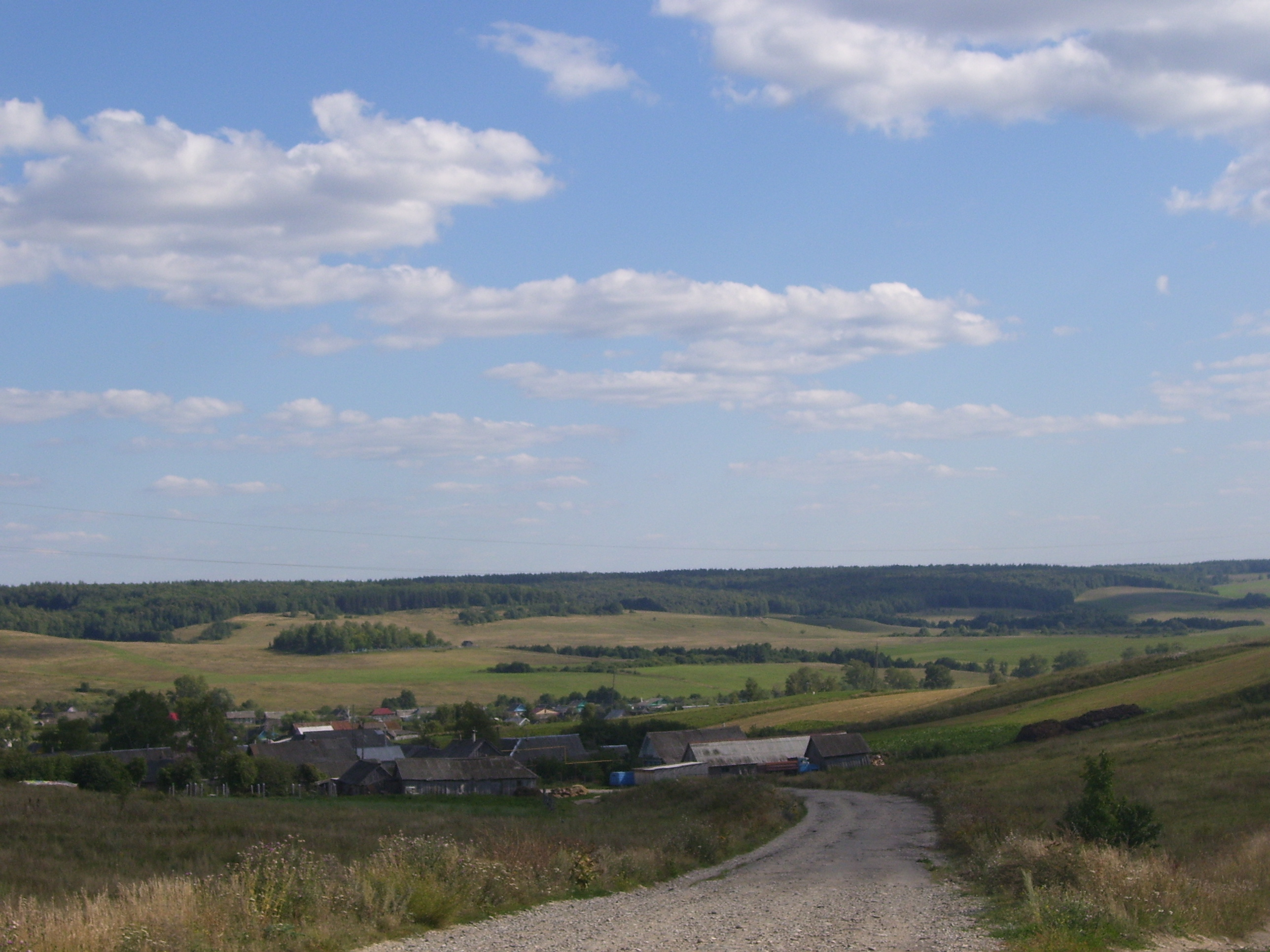
Эрзянское кладбище
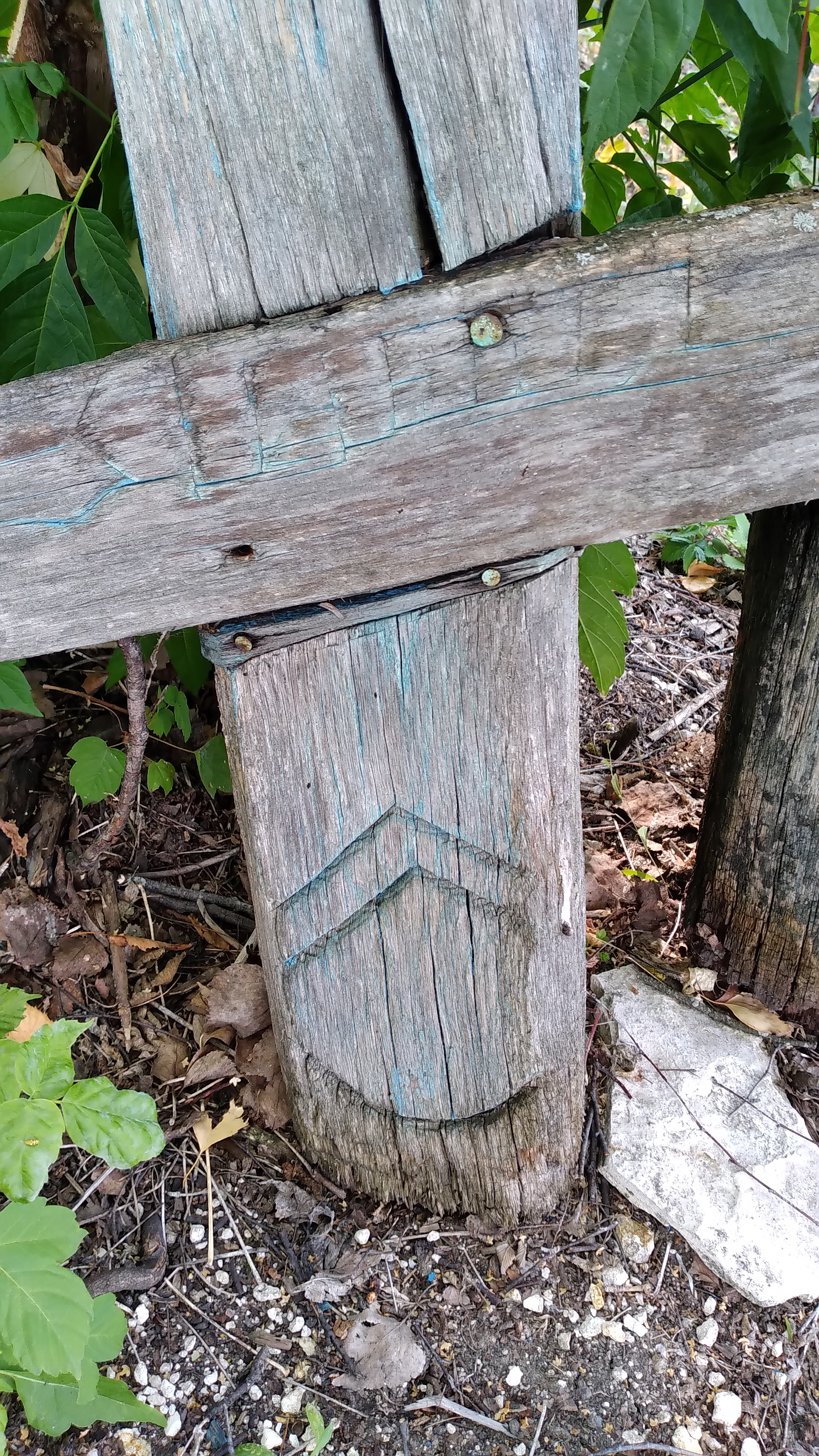
Эрзянский родовой знак «тешкст» на могильном кресте
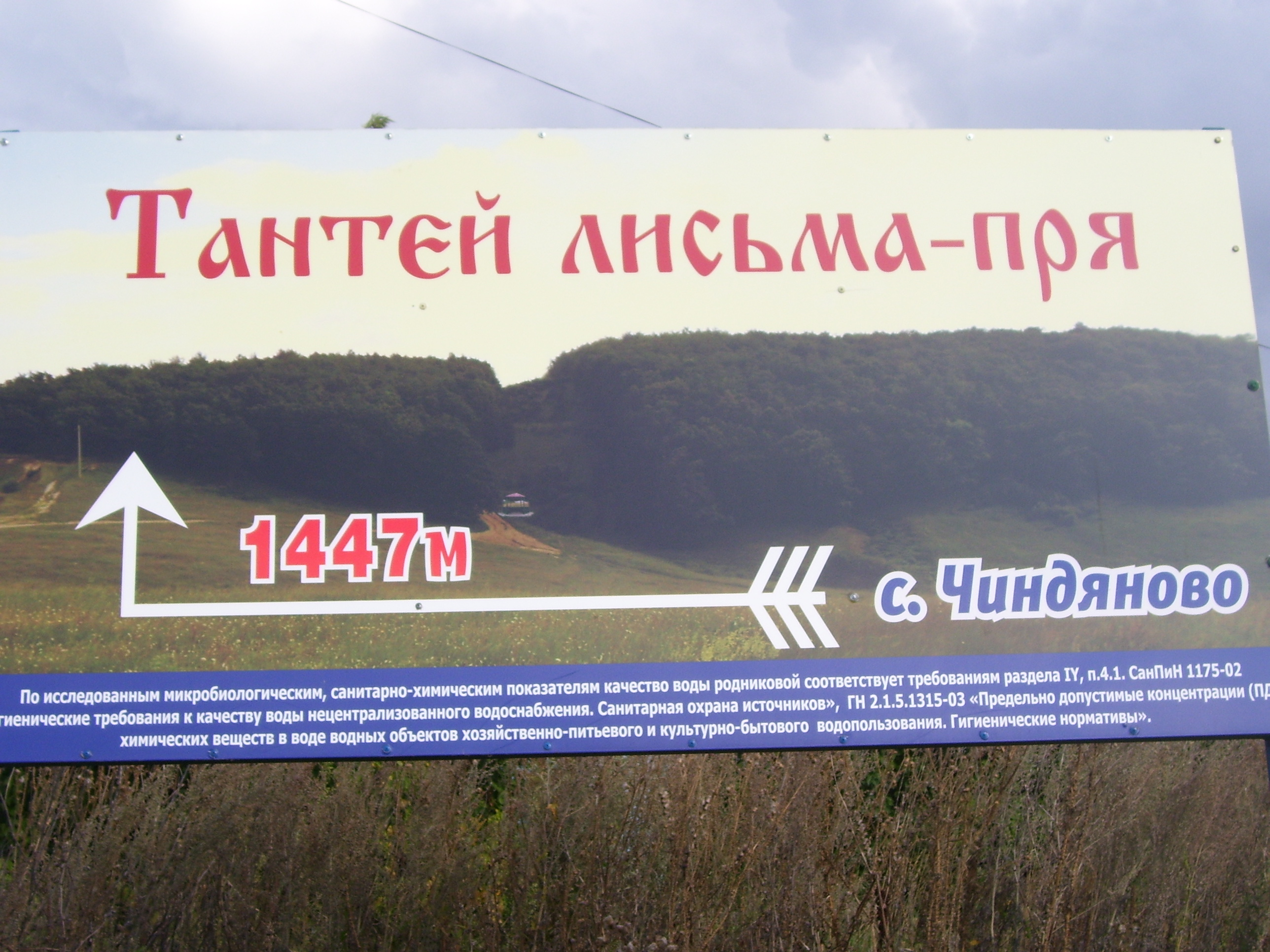
Родник «Трехстолбовый» (по-эрзянски «Тантей лисмапря»)

## Источник
- Энциклопедия Мордовия, М. М. Сусорева.